# Il letto in piazza (film)
Il letto in piazza è un film del 1976 diretto da Bruno Gaburro e interpretato da Renzo Montagnani. Anche se scrivibile al filone della commedia sexy, è un film piuttosto raffinato che presenta una buona dose di drammaticità e introspezione dei personaggi.
La sceneggiatura è tratta dall'omonimo romanzo di Nantas Salvalaggio.
Ha ottenuto il nulla osta della censura il 20 marzo 1976 ed è uscito nelle sale cinematografiche il 26 marzo dello stesso anno col divieto ai minori di 18 anni.

## Trama
Luca Reali ha la fama di conquistatore di donne. Gli intrecci della storia si svolgono nella piazza del paese (Salò), dove Luca non risparmia nessuna, dalla farmacista alla figlia del barista. La storia cambia quando Luca s'imbatte in Jennifer, una ragazza americana che sta per suicidarsi, cosa che fa scattare in lui un sentimento di protezione verso di lei, che s'innamorerà di lui. I paesani cercano a tutti i costi di convincere Luca a sposare la ragazza, peraltro ricchissima, ma Luca finirà col tornare alle vecchie abitudini di seduttore, fino a quando non avverrà in lui una radicale presa di coscienza, la quale, peraltro, coinvolgerà in maniera indiretta tutti gli abitanti di Salò.